# Parafia Imienia Najświętszej Marii Panny i św. Bartłomieja w Piekarach Śląskich
Parafia Imienia Najświętszej Maryi Panny i św. Bartłomieja w Piekarach Śląskich – rzymskokatolicka parafia należąca do dekanatu Piekary Śląskie, erygowana w 1303. Jest najstarsza parafią w mieście.